# Mecanicism
Mecanicismul este o concepție filozofică care descrie universul ca fiind asemănător cu un mecanism de mare anvergură, explicând fenomenele și procesele naturale exclusiv pe baza principiilor mecanicii. Această filozofie a apărut odată cu Revoluția științifică din Europa de la începutul epocii moderne. Una dintre primele prezentări ale mecanicismului se află în pasajele de început ale cărții Leviatanul (1651) a lui Thomas Hobbes.
Mecanicismul (în filozofie) este o concepție și metodă unilaterală de cunoaștere, care absolutizează mișcarea mecanică, explicând întreaga diversitate a fenomenelor realității prin noțiunile și legile mecanicii. De asemenea, termenul mecanicism desemnează încercarea de reducere a fenomenelor de ordin superior (mai complexe) la fenomenele mnai simple care intră în componența lor (de exemplu, reducerea fenomenelor biologice la cele fizico-chimice) prin pierderea din vedere a specificului calitativ și fenomenelor respective.
Unii istorici și teoreticieni ai gândirii susțin că apariția mecanicismului este asociată cu reculul religiei și cu respingerea ideii că natura ar fi vie sau populată cu spirite sau îngeri. Alți învățați au afirmat, însă, că primii filozofi adepți ai mecanicismului credeau totuși în magie, creștinism și spiritism.

## Mecanicism și determinism
Unele filosofii antice au susținut că procesele care au loc în univers pot fi reduse la principii mecanice - adică mișcarea și coliziunea materiei. Acest punct de vedere a fost asociat cu materialismul și cu reducționismul, fiind susținut mai ales de atomiști și, în mare măsură, de stoici. Mai târziu filozofii mecaniciști au crezut că revoluția științifică din secolul al XVII-lea a demonstrat că toate fenomenele ar putea fi explicate potrivit „legilor mecanicii” (legile naturale care guvernează mișcarea și coliziunea materiei), ceea ce presupune un determinism. Dacă toate fenomenele pot fi explicate în întregime prin mișcarea materiei în conformitate cu legile fizicii, precum angrenajul unui ceas care determină că trebuie să bată ora 2:00 la o oră după ce a bătut ora 1:00, atunci toate fenomenele trebuie să fie complet determinate, trecute, prezente sau viitoare.

## Dezvoltarea mecanicismului
Principalul grup implicat în mod direct în dezvoltarea mecanicismului a fost format în mare măsură din filozofi francezi (Pierre Gassendi, Marin Mersenne și René Descartes), împreună cu unii dintre apropiații lor. În acest proces au mai fost implicați, de asemenea, gânditorii englezi Sir Kenelm Digby, Thomas Hobbes și Walter Charleton, precum și filozoful olandez Isaac Beeckman.
Robert Boyle a folosit termenul de „filozofi mecaniciști” pentru a-i desemna atât pe cei care au elaborat teoria „corpusculilor” sau atomilor componenți ai materiei, precum Gassendi și Descartes, cât și cei care nu au elaborat această teorie. Un element comun al acestei filozofii a fost compararea universului cu un ceas mecanic. Această comparație a fost susținută de Nicolas Lemery și Christiaan Huygens, în timp ce Hobbes și Galileo Galilei au considerat-o ca fiind îndoielnică. Newton a fost o personalitate de tranziție a acestei teorii. Ideile „mecaniciste” au fost redescoperite în 1952 de istoricul științific Marie Boas Sala.
În Franța mecanicismul s-a răspândit mai ales în academiile particulare și în saloanele culturale, iar în Anglia în cadrul Royal Society. Mecanicismul nu a avut un mare impact în universitățile din Anglia, dar a avut parte de o receptivitate oarecum mai mare în Franța, Țările de Jos și Germania.

### Hobbes și mecanicismul
Una dintre primele descrieri ale teoriei mecaniciste se află în pasajele de început ale cărții Leviatanul (1651) a lui Thomas Hobbes; cel de-al doilea capitol al cărții invocă principiul inerției, fundamental pentru explicarea mecanicismului. Boyle nu l-a menționat pe Hobbes ca fiind unul din membrii grupului de filozofi mecaniciști; în acea perioadă cei doi erau prinși într-o controversă. Richard Westfall îl consideră un filozof mecanicist.
Hobbes își prezintă opiniile principale cu privire la filozofia naturală în lucrarea De Corpore (1655). În părțile a II-a și a III-a a acestei lucrări el ajunge să identifice fizica fundamentală cu geometria și amestecă în mod liber concepte din cele două domenii.

### Descartes și mecanicismul
Descartes a fost, de asemenea, mecanicist. Având o gândire dualistă, el a susținut că realitatea era alcătuită din două tipuri radical diferite de substanțe: materia fizică, pe de o parte, și mintea imaterială, pe de altă parte. Descartes a susținut că mintea nu poate fi explicată în termenii dinamicii spațiale ca fiind formată din părticele de materie care pot intra în coliziune. Cu toate acestea, înțelegerea biologiei de către el a avut o natură mecanicistă:
„Aș dori să vă gândiți că aceste funcții (inclusiv pasiunea, memoria și imaginația) rezultă din simpla dispunere a organelor mașinăriei umane la fel de natural ca mișcările unui ceas sau ale altui dispozitiv automat care rezultă din aranjamentul contragreutăților și rotițelor.” (Descartes, Tratatul despre om, p.108)
Lucrările sale științifice s-au bazat pe înțelegerea mecanicistă tradițională a faptului că animalele și oamenii sunt angrenaje care funcționează pe baza principiilor mecanicii. Dualismul lui Descartes a fost motivat de imposibilitatea aparentă ca dinamica mecanică să poată genera experiențe mintale.

### Beeckman și mecanicismul
Teoria lui Isaac Beeckman cu privire la mecanicism, descrisă în cărțile Centuria și Journal, are la bază două componente: materia și mișcarea. Beeckman și-a fundamentat teoria pe filozofia atomistă, care explică faptul că materia este alcătuită din mici particule inseparabile care interacționează pentru a crea obiectele văzute, și pe principiul inerției descris de Isaac Newton.

### Newton și mecanicismul
Isaac Newton a expus o noțiune a mecanicismului în care acțiunea ținea cont de gravitație. Interpretarea lucrărilor științifice a lui Newton în lumina cercetărilor sale oculte a sugerat că el nu vedea adecvat universul ca un mecanism, ci populat în schimb cu spirite și forțe misterioase și supravegheat constant de Dumnezeu și de îngeri. Filozofii din generațiile următoare care au fost influențați de exemplul lui Newton au fost, totuși, adesea mecaniciști. Printre ei s-au numărat Julien Offray de La Mettrie și Denis Diderot.

## Teoria mecanicistă
Filozoful mecanicist și determinist francez Pierre Simon de Laplace a formulat unele implicații ale teoriei mecaniciste, atunci când a scris:
„Putem considera starea actuală a universului ca efect al trecutului și cauză a viitorului. Un intelect care la un moment dat cunoștea toate forțele care animau natura și pozițiile simultane ale ființelor care o compun, dacă acest intelect era suficient de vast pentru a analiza informațiile primite, putea comprima într-o singură formulă mișcarea celor mai mari corpuri ale universului și cea a celui mai ușor atom; pentru un astfel de intelect nimic nu poate fi incert, iar viitorul, la fel ca și trecutul, s-ar afla permanent în fața ochilor săi.”—Pierre Simon Laplace, Eseu filosofic asupra probabilităților

## Legături externe
- An overview of attempts to define „life”
- „The Problem of Mechanism Arhivat în 30 mai 2010, la Wayback Machine.” by David L. Schindler (from Beyond Mechanism) - contrasts the Aristotelian and Cartesian views of nature and how the latter engendered the mechanical philosophy